# Marcel Daunay
Marcel Daunay est un homme politique français, né le 20 mars 1930 à Saint-Méen-le-Grand et décédé le 9 avril 2008 à Rennes.

## Biographie
Militant à la Jeunesse agricole chrétienne, Marcel Daunay est producteur laitier agriculteur à Saint-Méen-le-Grand. Il fonde alors, en 1965, la coopérative laitière d'Ille-et-Vilaine.
Dès les années 1960, il est engagé dans le syndicalisme agricole. Président de la FDSEA d'Ille-et-Vilaine et de la chambre d'agriculture jusqu'en 1994, il crée le Salon des productions animales - carrefour européen (SPACE) en 1987.
Après l'absorption de sa coopérative par l'Union laitière normande, il devient vice-président de l'ULN. 
En 1965, Daunay commence sa carrière politique : il est élu conseiller municipal dans sa commune de Saint-Méen-le-Grand et devient premier adjoint au maire Jean Guegau en 1977. 
Le 28 septembre 1980, Daunay est élu sénateur d'Ille-et-Vilaine et rejoint le groupe de l'Union Centriste. Réélu le 24 septembre 1989 pour un second mandat, il est notamment membre de la commission des affaires économiques et secrétaire du Sénat,.
En 1986, durant son mandat de sénateur, il est élu conseiller régional de Bretagne.
Par ailleurs, il siège au Comité économique et social pendant dix ans.
Il est officier du mérite agricole et chevalier dans l'Ordre national du mérite,,.
Il meurt le 9 avril 2008 à Rennes à l'âge de 78 ans.

## Affaires judiciaires

### Abus de confiance et fraudes fiscales
En février 1997, Daunay est mis en examen pour abus de confiance, faux en écritures et usage de faux. L'enquête mené par Pascal Lemoine émane de la vérification de la chambre régionale des comptes de Bretagne sur la gestion de la chambre d'agriculture d'Ille-et-Vilaine entre 1989 à 1992. Le préjudice porte sur un million de francs de frais de déplacement, restaurants et de représentations indûment remboursés,.
En mars 1997, son immunité parlementaire est levée pour une affaire de recel d'abus de confiance et recel d'abus de pouvoir et d'abus de biens sociaux. Il est condamné en 2003 à trois ans de prison avec sursis et une amende de 30 000 euros pour « fraudes fiscales », « faux » et « usage de faux » commis dans les années 1990.

### Affaire de la liquidation de l'Union laitière normande
En 1996, il est cité dans l'affaire de l'effondrement de l'Union laitière normande,. En février 1998, il comparait devant le tribunal correctionnel de Coutances pour avoir vendu à la coopérative un terrain de 2,5 ha à une valeur trois fois supérieure à la réalité alors que l'ULN était déjà en difficulté. Relaxé en première instance, Daunay est condamné en appel à trois mois de sursis et 50 000 FR d'amende. 

### Délit de fuite d'accident de la route
En mai 1998, il est condamné à quatre mois de prison avec sursis et deux ans de mise à l'épreuve pour avoir provoqué un accident de la route avant de prendre la fuite. Dans ce contexte, il décide de ne pas se représenter aux élections sénatoriales de septembre 1998. 

## Mandats électoraux
- À partir de 1977 : adjoint au Maire de Saint-Méen-le-Grand.
- de 1980 à 1998 : sénateur d'Ille-et-Vilaine.
- de mars 1986 à 1998 : conseiller régional de Bretagne.

## Distinctions
- Officier du Mérite agricole[1]
- Chevalier l'ordre national du Mérite[4].